# Centro de Tradições de Santo Amaro
O Centro de Tradições de Santo Amaro (CETRASA) é uma ONG brasileira localizada em Santo Amaro, distrito da cidade de São Paulo.
O CETRASA foi formado na década de 1970, entretanto, somente na década de 1980 tornou-se pessoa jurídica.

## Atividades
A entidade participou ativamente da maioria dos movimentos do distrito, entre eles, do movimento pela emancipação de Santo Amaro, da criação do Museu de Santo Amaro, da institução do Troféu Botina Amarela, e em diversas romarias organizada pelo grupo.
Inaugurou em Novembro de 2002 o espaço Júlio Guerra, um memorial com obras do artista.
Atualmente é responsavel pela curadoria e manutenção do Museu de Santo Amaro.